# مونیکا دوگرا
مونیکا دوگرا (به انگلیسی: Monica Dogra) (زاده ۲۵ اکتبر ۱۹۸۲) بازیگر آمریکایی است.
از فیلم‌هایی که وی در آن نقش داشته‌است می‌توان به خاطرات بمبئی اشاره کرد.